# 奥尻空港
奥尻空港（おくしりくうこう、英: Okushiri Airport）は、北海道奥尻郡奥尻町（奥尻島）にある地方管理空港 である。

## 概要
奥尻空港は、奥尻島の南部に位置する離島空港であり、また北海道最西端の空港でもある。北海道南西沖地震で街ごと大津波に襲われた青苗地区の近くに位置する。奥尻島の空の玄関口として観光を中心とした地域振興を支える拠点の一つとしての役割が期待されている。
当初は現在位置のやや南東側の隣接地に開港。滑走路の延長に対応するため、2004年にターミナルビルを新設の上で、現在位置に移設された。
現在の滑走路は13/31方向に1500mである。旧空港の滑走路は12/30方向に800mであった。平行誘導路は無く、ターニングパッドも備えていない。着陸帯の幅は150mと狭く、計器着陸には対応できない。なお、旧滑走路は一部痕跡をとどめるものの、大半は新滑走路建設のために、盛土した上で転用された。
利用客数は近年は若干の減少傾向で約1.1万人前後を推移している。2013年度は、国内10,265人。

## 沿革
- 1974年
  - 9月9日 - 開港
  - 10月25日 - 日本近距離航空が函館空港線を開設
- 1975年4月1日 - 設置管理者を北海道に移管
- 1987年4月1日 - 日本近距離航空がエアーニッポンに社名を変更
- 1994年7月22日 - 函館空港線をエアー北海道に移管
- 2004年3月18日 - 新ターミナルビルおよび新滑走路1期部分（800m）供用開始[1]
- 2006年
  - 3月25日 - 新滑走路2期部分（残り700m）供用開始。1,500mの新滑走路が完成[4]。
  - 3月31日 - エアー北海道が航空事業を終了[5]。DHC-6型機が函館空港行338便を最後に日本国内での定期運航を終了
  - 4月1日 - 函館空港線を北海道エアシステムが継承し[5]、SAAB340B型機で運航を開始。
- 2015年
  - 4月 - 保安検査にX線検査機器を導入[6]
- 2021年
  - 7月17日 - 北海道エアシステム[7]が夏季季節運航便として丘珠空港線を開設[8]。

## 施設
空港ターミナルビルは滑走路北側に1棟あり、地上2階建て。ボーディングブリッジは備えていない。保安検査は、2015年4月までX線検査機器が備えられていなかったため、検査係員による手荷物の開披検査を実施していた。なお、旧ターミナルの建物は地元建設会社の倉庫に転用されている。
- 1階 - 航空会社カウンター、出発ロビー、搭乗待合室、到着ロビー
- 2階 - 送迎デッキ（入場無料）

- 奥尻空港ターミナルビル外観
- 航空会社カウンター（エアー北海道就航時）

## 路線
- 日本航空 (JAL)[9][10]
  - 函館空港
  - 丘珠空港

丘珠空港便は2021年（令和3年）7・8月の観光シーズン週末に初就航し、搭乗率は約80 %と好調であった。土曜・日曜・祝日および年末年始期間の運航となった同年10月下旬以降、冬季は函館便の搭乗率を下回っており、月間搭乗率が10 %に満たない月もあった。また、毎日運航していた函館便を丘珠便運航日は運休としたため、経済等で函館市との結び付きが強い奥尻島民から不便になったとの声が上がり、北海道エアシステム側は島民の声も活かしたダイヤを検討するとした。2022年（令和4年）10月下旬以降は金曜と日曜のみの運航とし、運航曜日以外の祝日および年末年始期間は函館便を運航することとなった。

## 空港へのアクセス
- 奥尻町有バス - 奥尻町が、奥尻バスセンター・青苗港への路線バスを運行。